# Rectopalicus woodmasoni
Rectopalicus woodmasoni is een krabbensoort uit de familie van de Palicidae. De wetenschappelijke naam van de soort is voor het eerst geldig gepubliceerd in 1900 door Alcock.